# Осада Камахи
Осада Камахи — пограничное сражение между войсками Аббасидского халифата, осадившими город Камаха в византийской Малой Азии (фема Каппадокия), и Византии. Проходила осенью 766 года.
Данная осада является одним из немногих пограничных сражений, достаточно подробно описанных в источниках. Она произошла после очередного обмена пленными между Аббасидским халифатом и Византией, когда войска арабов вторглись на территории второй в Северной Месопотамии и направились к Камахе. Не встречая сопротивления, аббасидские силы дошли до города и начали его осаду. Грекам удалось удерживать Камаху до конца осени, пока голод и нехватка припасов не заставили арабов снять осаду с наступлением зимы. Части аббасидских сил удалось вернуться домой целыми, а другая группировка была разбита и потеряла все награбленные ресурсы. Однако вскоре после поражения арабы всё же смогли вернуться к грабительским набегам, а затем и к массированному вторжению в 782 году.

## Предыстория
Во время происходившей в Омейядском халифате серии гражданских войн 740-х годов византийцы во главе с императором Константином V из Исаврийской династии вернули инициативу на восточной границе в свои руки и проводили наступательную политику против халифата. Вместо того, чтобы постараться отвоевать ранее потерянные территории Сирии, Константин стремился создать на этой территории «ничейную землю», которая препятствовала бы мусульманским набегам в Малую Азию. Одной из захваченных византийцами в ходе подобных предприятий крепостей была Камаха, расположенная на плато над берегами верхнего Евфрата. Именно здесь отныне проходила граница Византии на востоке. С момента первого захвата крепости арабами в 679 году она неоднократно переходила из рук в руки.
Расправившись с Омейядами, новая династия Аббасидов начала решительные действия против Византии. Первое из нападений источники фиксируют в 756 году. После некоторых успехов арабов, включая крупную победу в 760 году, пять лет до осады на восточной границе Византии прошли относительно мирно: Константин в это время вёл войны с булгарами, а Аббасидский халифат был сосредоточен на подавлении восстаний и противодействии наступлению Хазарского каганата.

## Осада
В начале 766 года между арабами и византийцами произошёл очередной обмен пленными и возобновились полномасштабные военные действия. В августе крупная армия Аббасидов, в которую входили представители многих народов, что населяли огромную территорию халифата, под общим командованием аль-Аббаса ибн Мухаммада, брата бывшего халифа аль-Мансура, и аль-Хасана ибн Кантабы перешла границу с Византией в районе Бадият-эль-Джазиры и направилась к Камахе. В ходе продвижения по византийской территории она не встретила никакого сопротивления, грабя окрестности. Оказавшись близ крепости, арабы начали сооружение осадных машин и стали пытаться засыпать ров перед крепостными стенами, однако защитники мешали им это сделать. Тогда под покровом ночи аббасидская армия попыталась начать внезапную атаку на участке, не защищённом высокими стенами. Однако это нападение было отбито, так как византийцы обрушили на врага огромные брёвна, что были утяжелены камнями.
После этой неудачи мусульмане разделили свои силы. Основная часть армии под командованием аль-Аббаса осталась осаждать город, в то время как вторая часть направилась в набег и разорение византийской территории. Автор «Зукнийской хроники», псевдо-Дионисий Телль-Махрский называет численность второй группировки, 50 тысяч человек, однако это явное преувеличение. Византийцам удалось удерживать осаждающую армию до конца осени. Так как арабы обычно не брали с собой много провизии, они стали страдать от её недостатка, из-за чего основали подле себя рынок для купцов из Месопотамии и других земель. Однако к наступлению зимы ситуация не изменилась, и Аббас был вынужден снять осаду с города и отойти на свою территорию. По пути он сжёг основанный рынок чтобы тот не попал в руки врага.
Ситуация у второй группировки сложилась ещё хуже: она скиталась без проводников по пустынным приграничным землям, потеряв много людей, но затем наконец достигла плодородных равнин Каппадокии близ Кесарии. Разграбив территорию, арабы повернули на юг, собираясь удалиться в земли халифата, однако по пути их обнаружили греки, численность которых составляла 12 тысяч человек. Командир этой группировки послал за подкреплением, а затем ночью атаковал противника и нанёс ему поражение, вернув всё награбленное. Оставшиеся в живых аббасидские войска разбежались: часть из них последовала за одним из своих лидеров, Рададом, в Малатью, а около пяти тысяч человек под командованием Малика ибн Таука нашли убежище в Каликале.

## Последствия
Арабы достаточно скоро оправились от поражения. Давление начало особенно возрастать после разграбления Лаодикеи Комбусты в 770 году. Византийцы всё ещё были способны на крупные контрудары и одержали несколько побед на поле боя, но в 782 году халифат мобилизовал свои ресурсы и пошёл на массированное вторжение под руководством наследника династии Харуна ар-Рашида, после которой византийцы пошли на вынужденный мир, что продлился три года. Саму Камаху сдал арабам армянский гарнизон в 793 году, но греки вернули её в течение нескольких лет после смерти Харуна. В 822 году крепость снова перешла в руки мусульман, а окончательно была возвращена византийцами только в 851 году. Более арабы ей не овладевали.